# Vojenský tribun

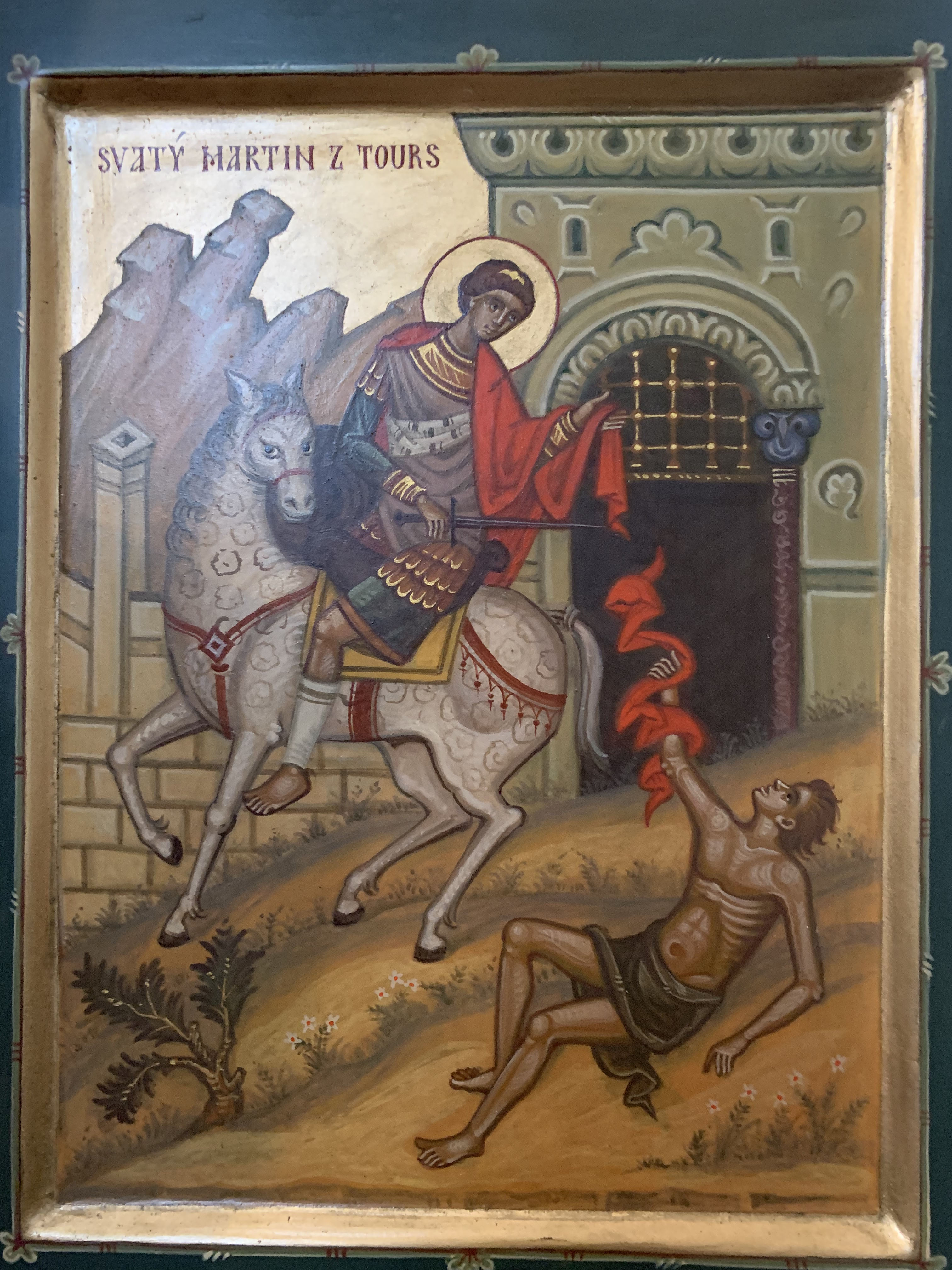
Svatý Martin z Tours byl vojenským tribunem předtím, než se stal biskupem

Vojenský tribun (latinsky tribunus militum) byl důstojníkem římské armády.

## Tribunus laticlavius
Tribun senátorského stavu. Byl pojmenován podle širokého pruhu na tóze. V hierarchii legie byl na druhém místě, po legátovi. Tato funkce byla prvním stupněm v žebříčku úřednických titulů cursus honorum.

## Tribunus angusticlavius
Tribun jezdeckého stavu. Byl pojmenován podle úzkého pruhu na tóze. V legii jich bylo pět.